# Принц крови (Япония)
Принц крови (яп. 親王 синно:, дословно: «родной ван») — мужской титул в императорской семье Японии.

## Краткие сведения
В VIII — IX веках, по древней системе рицурё, принцами крови считались все родные сыновья и братья императора, а его дочери и сёстры именовались принцессами крови (яп. 内親王 найсинно:).
После X века, начиная с периода Хэйан, «принц крови» стал титулом, который присваивался особым императорским указом лишь избранным сыновьям японского правителя. Новая система вызвала появление наследственных родов принцев крови, в которых этот титул передавался по отцовской линии главам рода.
В случае принятия принцем крови буддистского монашеского пострига, его называли принцем-иноком. Если лицу предоставляли титул принца крови после принятия им монашества, его называли принцем-монахом.
Принцы крови отличались по особым рангам — от первого до четвертого. Для представителя каждого ранга выделялись землевладения, денежное содержание и прислуга в соответствии с рангом.
По японскому законодательству XIX — начала XX века, титул принцев крови передавался по наследству 4 поколения подряд. Его имели право носить сыновья императора, их внуки, сыновья внуков и внуки внуков.
После Второй мировой войны, когда появился Закон об Императорском доме от 1947 года, Императорский титул закреплен исключительно за сыновьями и внуками Императора главной линии Императорского рода.